# Henry Bence Jones
Pour les articles homonymes, voir Jones.
Henry Bence Jones (31 décembre 1813 à Thorington Hall, Yoxley, Suffolk, Angleterre – 20 avril 1873 à Londres) est un médecin et un chimiste anglais. Précurseur de la biochimie clinique, il a le premier identifié la protéine de Bence-Jones servant au diagnostic de certaines maladies.

## Biographie
Né à Thorington Hall, Yoxley, Suffolk, Angleterre, il est le fils du Lieutenant Colonel William Jones, un officier du 5th Dragoon Guards, et de Matilda Bence. Il a suivi des cours dans une école publique à Hingham, Norfolk et dans une école privée à Putney.
Il est admis à la Harrow School en 1827, puis au Trinity College à Cambridge en 1832, d'où il est diplômé en 1836. Il commence sa carrière en tant qu'aide apothicaire, mais s'inscrit en médecine en 1838 au St George's Hospital. En 1839, il étudie la chimie au University College à Londres. En 1841, il entre à l'université de Giessen en Allemagne où il étudie la chimie auprès de Justus von Liebig, fondateur de l'agriculture industrielle.
À son retour en Angleterre, il est engagé au St George's Hospital et, après une promotion au poste d'aide médecin, est élu en 1846 comme médecin, poste qu'il quitte en 1862 pour des raisons de santé.
En 1848, il décrit ce qui sera appelé la protéine de Bence Jones qui se trouve dans l'urine, souvent signe du myélome multiple ou de la maladie de Waldenström.
En plus d'être nommé fellow, puis senior censor du Royal College of Physicians, ainsi qu'un fellow de la Royal Society, il a occupé le poste de secrétaire de la Royal Institution pendant plusieurs années. Dans le cadre des Croonian Lectures, il a lu un texte scientifique, Matter and Force, devant les membres du Royal College of Physicians en 1868.
En plus de rédiger plusieurs ouvrages et articles scientifiques, il a rédigé The Life and Letters of Faraday en 1870.
Il est mort à Londres le 20 avril 1873. Son corps est enterré au cimetière de Kensal Green. Il a épousé une cousine au deuxième degré, Lady Millicent Acheson, fille du Earl de Gosford, en mai 1842. Ils ont eu 7 enfants.